# Olav Offerdahl

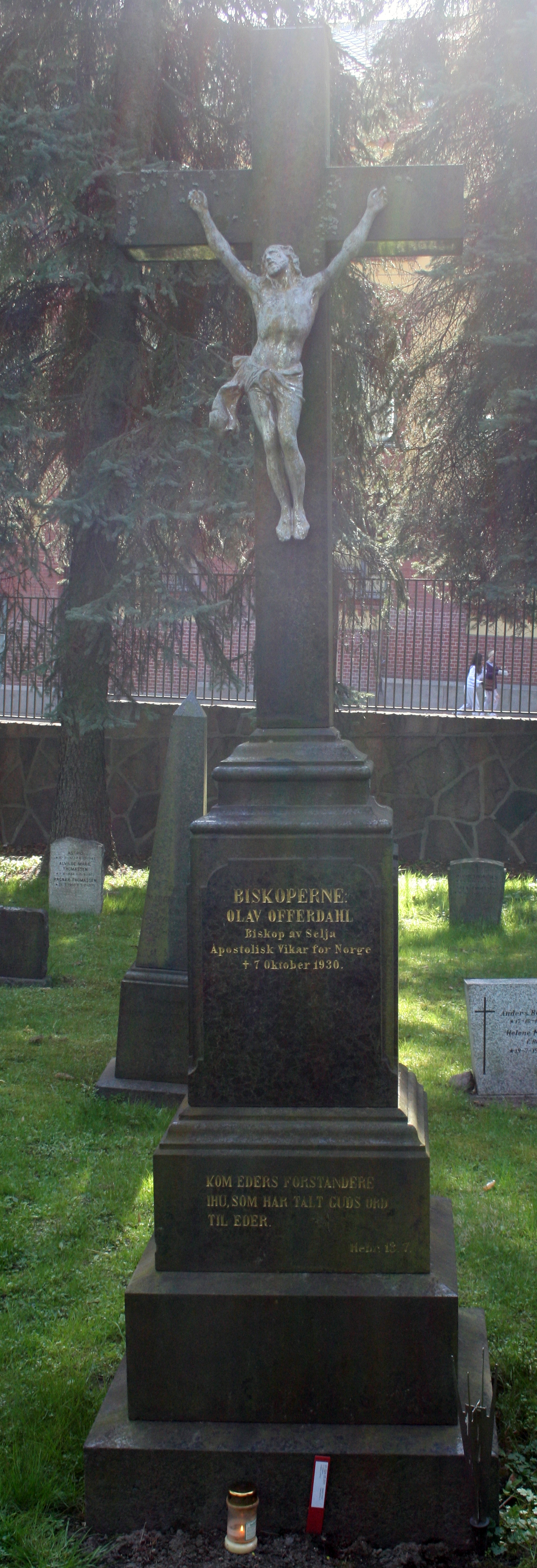
Grabmal

Olav Offerdahl (* 12. Dezember 1857 in Årdal; † 7. Oktober 1930 in Bussum) war ein norwegischer Geistlicher und der Oberhirte der katholischen Kirche in Norwegen von 1928 bis 1930.

## Leben
Offerdahl entstammte einem Bauerndorf in der Provinz Sogn og Fjordane. Nach seiner Lehrerausbildung wurde er 1879 Lehrer in Bergen. Dort konvertierte er am 31. Oktober 1880 zur katholischen Kirche und unterrichtete an der katholischen Grundschule. 1884 begann er das Philosophie- und Theologiestudium mit dem Ziel, Priester zu werden. Er studierte in Turnhout und ab 1886 in Rom.
Kardinalvikar Lucido Maria Parocchi spendete ihm am 22. November 1891 die Priesterweihe. Papst Pius XI. ernannte am 11. Oktober 1928 ihn zum Apostolischen Administrator von Norwegen und Spitzbergen, am 12. März 1930 zum Apostolischen Vikar von Norwegen und Spitzbergen und am 3. April 1930 zum Titularbischof von Selja.
Der Kardinalpräfekt der Kongregation De Propaganda Fide, Wilhelmus Marinus van Rossum CSsR, spendete ihm am 6. April desselben Jahres die Bischofsweihe; Mitkonsekratoren waren Francesco Marchetti Selvaggiani, Sekretär der Kongregation De Propaganda Fide, und Giovanni Battista Federico Vallega, Alterzbischof von Izmir.
Er starb noch im Jahr seiner Bischofsweihe während einer Reise in die Niederlande.